# Come Over When You're Sober, Pt. 1
Come Over When You're Sober, Pt. 1 prvi je studijski album američkog repera i pjevača Lil Peepa. Objavio ga je izdavač AUTNMY pod AWAL-om 15. kolovoza 2017. godine. Album sadrži četiri singla: „Benz Truck (гелик)”, „The Brightside”, „Awful Things” i „Save That Shit”. 
Lil Peep preminuo je točno tri mjeseca nakon izlaska albuma, čime je ovo njegov jedini studijski album objavljen tijekom života.
Album je debitirao na glazbenim ljestvicama u više zemalja svijeta, dok u SAD-u na 38. mjestu. Singl „Awful Things” je bio njegov prvi među Billboardovih Hot 100, na 79. mjestu po njegovoj smrti.

## Popis pjesama
| 1.    | »Benz Truck (гелик)«           | 2:40 |
| 2.    | »Save That Shit«               | 3:52 |
| 3.    | »Awful Things (ft. Lil Tracy)« | 3:34 |
| 4.    | »U Said«                       | 3:44 |
| 5.    | »Better Off (Dying)«           | 2:35 |
| 6.    | »The Brightside«               | 3:36 |
| 7.    | »Problems«                     | 3:29 |
| 23:30 |                                |      |